# Anita Thyssen (Schiff)
Das Motorschiff Anita Thyssen war ein Massengutfrachter der August Thyssen Hütte AG. Es wurde von der Seereederei Frigga bereedert.

## Geschichte

Logo der Seereederei Frigga

### Charakteristika und Baugeschichte
Das Schiff wurde nach der Enkelin des Konzerngründers August Thyssen und späteren Leiterin des Konzerns, Anita Thyssen, benannt. Die Anita Thyssen war das Letzte einer Klasse von vier Schiffen. Sie wurde bei der Rheinstahl Nordseewerke GmbH in Emden mit der Baunummer 329 auf Helling 4 gebaut. Das Schiff hatte neun Ladeluken. Für den Transport von Kohle war vorgesehen, alle Luken zu beladen, für den Transport von schwererem Erz aber nur alle zwei. Schwesterschiffe der Anita Thyssen waren die Rheinstahl, Arenberg und Otto Springorum.
Der Stapellauf und die Schiffstaufe der Anita Thyssen fanden am 18. Dezember 1958, nach etwa dreimonatiger Bauzeit statt. Der Anlass wurde in einem feierlichen Rahmen abgehalten, wobei der Aufsichtsrat, Vorstand und die Betriebsvertretung der August Thyssen Hütte AG, Vertreter der Seereederei Frigga und die Werftbelegschaft von fünftausend Mann anwesend waren. Taufpatin war die Ehefrau des ebenfalls anwesenden Hans-Günther Sohl, Annelies Sohl. Die Namensgeberin, Gräfin Thyssen, war aber nicht anwesend. Am 17. März 1959 fand erneut in einem festlichen Rahmen die Probefahrt und zugleich Übernahme des Schiffes von Emden nach Borkum - und zurück -  statt. Erster Kapitän des Schiffes war Oswald Ziemer (* 1909). Auf dem Schiff anwesend waren unter anderem auch Heinrich Weitz und Richard Risser.

### Das Schiff im Dienst der Seereederei Frigga bis 1969
Nach Indienststellung wurde das Schiff regelmäßig für Fahrten nach Monrovia (Liberia) und Pepel (Sierra Leone) eingesetzt.
Anfang Juni 1963 verschiffte die Anita Thyssen als erstes Schiff Erz aus den Minen des mauretanischen Fort Gouroud, nachdem sie den französischen Frachter Savoie auf Höhe Gibraltar eingeholt hatte. Die Anita Thyssen legte am 6. Juni, vier Stunden vor der Savoie, in Port Etienne an und verließ den Hafen einen Tag später, nach Verladung des Erzes, in Richtung Rotterdam, wo das Schiff am 15. Juni eintraf.

### Verbleib des Schiffes nach 1969
1969 wurde die Anita Thyssen an die griechische Karaiskakis Cia. Nav. S.A. in Piräus verkauft und als Nortrans Unity weiter betrieben. Seit 1975 führte sie den Namen Aegis Unity. Ab Juni 1978 wurde das Schiff in Kaohsiung abgewrackt.